# Хуго Абата
Хуго Абат или Хуго Игумена (Hugo Abbas, на френски: Hugues l'Abbé; † 12 май 886, Орлеан) е водещ в Западното-франкско кралство, ducatus regni. Допълнителното му име идва от това, че е „комтур“, светски игумен, на важни манастири и събира техните доходи.

## Живот
Хуго произлиза от бургундската фамилия Велфи. Той е малкият син на граф Конрад I Стари от Париж и Оксер и на Аделхайд фон Тур от фамилията на Етихонидите. Чрез своята леля, императорката Юдит, той е братовчед на нейния син, император Карл II Плешиви.
Хуго наследява през 853 г. баща си като светски игумен (laienabt) на Saint-Germain d'Auxerre и има службата на Missus Regius на региона, където има собственост (Nivernais, територия в Авалон и Оксер). От 859 до 861 г. той е игумен на манастира Saint-Bertin и Saint-Riquier. През 861 г. е в немилост при Карл Плешиви и губи своите служби. След това той служи при крал Лотар II от Lotharii Regnum (Лотарингия). Хуго се сдобрява с Карл Плешиви и през 865 г. става граф на Оксер.
През 864 г. майка му се омъжва втори път за Робер Силни (Робертини), маркграфа на Неустрия, който пада убит през 866 г. в битката при Брисарте против бретоните и норманите. Тогава Хуго Абат е определен за негов наследник от Карл Плешиви като главнокомандващ на територията между Сена и Лоара, става така маркграф на бретонската марка и граф на Тур и Анже и цивилен игумен на Saint-Martin de Tours.
След смъртта на Луи II (879) Хуго е регент на синовете му Луи III и Карломан. Хуго остава по-късно като опекун на Карломан в Аквитания и Бургундия. По-късно получава службите игумен на Saint-Vaast (874), на Saint-Aignan в Орлеан (пр. 876), на Saint-Julien в Оксер (877) и на Sainte-Colombe в Санс. През 880 г. става ерцкаплан на кралската капела.
След смъртта на Хуго неговата собственост на Лоара отиват на Одо от Париж, синът на Робер Силни и негов полубрат, който поема наследството на баща си. Хуго Абат е погребан в църквата на манастира Saint-Germain d'Auxerre.
Хуго Абат не трябва да се бърка с Хуго († 844), син на Карл Велики, който също е наричан Хуго Абат.